# EFAF Cup
La EFAF Cup è stata una competizione internazionale di football americano per squadre di club giocata dal 2002 al 2013; aveva sostituito la EURO Cup e la Federation Cup, entrambe competizioni europee giocate negli anni novanta. Alla EFAF Cup partecipavano i team delle nazioni più importanti che non partecipavano alla European Football League e i team vincitori dei campionati di nazioni minori. La EFAF Cup si giocava con un sistema a raggruppamenti regionali; le squadre vincitrici dei quattro gruppi si affrontavano nelle semifinali, le cui vincenti si affrontavano nella finale che assegnava il titolo di campione della EFAF Cup.

## Team partecipanti
In grassetto i team che partecipano alla stagione in corso (o all'ultima stagione).
| Team                           | Numero Partecipazioni | Miglior piazzamento Stagione regolare              | Titoli vinti |
| ------------------------------ | --------------------- | -------------------------------------------------- | ------------ |
| Alphen Eagles                  | 2                     | 3° (Gruppo B) 2012 (Gruppo A) 2013                 | 0            |
| Amsterdam Crusaders            | 6                     | 1° (Gruppo C) 2009                                 | 0            |
| Argonautes d'Aix-en-Provence   | 1                     | 3° (Gruppo A) 2006                                 | 0            |
| Avedøre Monarchs               | 2                     | 2° (Gruppo B) 2003                                 | 0            |
| Badalona Dracs                 | 4                     | 1° (Gruppo 1) 2002                                 | 0            |
| Belgrade Blue Dragons          | 1                     | 3° (Gruppo B) 2009                                 | 0            |
| Berlin Adler                   | 3                     | 1° (Gruppo D) 2007 (Gruppo C) 2008                 | 1            |
| Bern Grizzlies                 | 1                     | 2° (Gruppo A) 2008                                 | 0            |
| Black Panthers de Thonon       | 3                     | 1° (Gruppo A) 2009 (Gruppo A) 2011 (Gruppo A) 2013 | 1            |
| Calanda Broncos                | 2                     | 1° (Gruppo B) 2010                                 | 1            |
| Carinthian Black Lions         | 2                     | 2° (Gruppo B) 2007 (Gruppo B) 2008                 | 0            |
| Carlstad Crusaders             | 3                     | 1° (Gruppo B) 2003 (Gruppo A) 2005 (Gruppo C) 2010 | 1            |
| Centaures de Grenoble          | 1                     | 1° (Gruppo A) 2012                                 | 0            |
| Cineplexx Blue Devils          | 6                     | 1° (Gruppo C) 2007 (Gruppo A) 2008                 | 0            |
| Copenhagen Towers              | 1                     | 1° (Gruppo C) 2013                                 | 0            |
| Cougars de Saint-Ouen-l'Aumône | 2                     | 2° (Gruppo D) 2010 (Gruppo C) 2011                 | 0            |
| Coventry Jets                  | 3                     | 2° (Gruppo C) 2007                                 | 0            |
| Danube Dragons                 | 3                     | 2° (Gruppo d) 2008                                 | 0            |
| Dauphins de Nice               | 1                     | 1° (Gruppo B) 2013                                 | 0            |
| Donetsk Scythians              | 1                     | 1° (Gruppo D) 2004                                 | 0            |
| Doves Bologna                  | 1                     | 1° (Gruppo B) 2009                                 | 0            |
| Dresden Monarchs               | 1                     | 2° (Gruppo A) 2007                                 | 0            |
| Eidsvoll 1814's                | 2                     | 1° (Gruppo B) 2006                                 | 0            |
| Farnham Knights                | 5                     | 1° (Gruppo B) 2004 (Gruppo B) 2005                 | 0            |
| Giants Bolzano                 | 2                     | 2° (Gruppo A) 2006                                 | 0            |
| Giants Wrocław                 | 2                     | 3° (Gruppo D) 2008 (Gruppo C) 2012                 | 0            |
| Gladiators Beider Basel        | 1                     | 2° (Gruppo B) 2012                                 | 0            |
| Graz Giants                    | 3                     | 1° (Gruppo 2) 2002 (Gruppo E) 2006 (Gruppo A) 2007 | 3            |
| Kiev Slavs                     | 1                     | 3° (Gruppo B) 2003                                 | 0            |
| Kragujevac Wild Boars          | 2                     | 1° (Gruppo B) 2011                                 | 0            |
| London Blitz                   | 3                     | 1° (Gruppo D) 2010 (Gruppo D) 2011                 | 1            |
| London O's                     | 1                     | 1° (Gruppo C) 2004                                 | 0            |
| Marburg Mercenaries            | 2                     | 1° (Gruppo D) 2005 (Gruppo A) 2006                 | 1            |
| Marines Lazio                  | 2                     | 2° (Gruppo 1) 2002                                 | 0            |
| Moscow Tanks                   | 1                     | 2° (Gruppo D) 2004                                 | 0            |
| New Yorker Lions               | 1                     | 2° (Gruppo D) 2012                                 | 0            |
| Oslo Trolls                    | 1                     | 3° (Gruppo B) 2006                                 | 0            |
| Oslo Vikings                   | 2                     | 2° (Gruppo D) 2007                                 | 0            |
| Osos de Rivas                  | 1                     | 3° (Gruppo C) 2007                                 | 0            |
| Panthers Parma                 | 3                     | 1° (Gruppo B) 2008 (Gruppo A) 2010                 | 0            |
| L'Hospitalet Pioners           | 2                     | 2° (Gruppo A) 2010 (Gruppo A) 2013                 | 0            |
| Prague Black Hawks             | 2                     | 2° (Gruppo A) 2011 (Gruppo C) 2012                 | 0            |
| Prague Lions                   | 2                     | 3° (Gruppo E) 2006 (Gruppo B) 2007                 | 0            |
| Prague Panthers                | 2                     | 1° (Gruppo D) 2008 (Gruppo D) 2009                 | 1            |
| Rhinos Milano                  | 1                     | 3° (Gruppo A) 2011                                 | 0            |
| Roskilde Kings                 | 2                     | 2° (Gruppo C) 2004                                 | 0            |
| Schwäbisch Hall Unicorns       | 1                     | 1° (Gruppo C) 2005                                 | 0            |
| Seamen Milano                  | 1                     | 3° (Gruppo D) 2012                                 | 0            |
| Søllerød Gold Diggers          | 3                     | 1° (Gruppo C) 2011 (Gruppo C) 2012                 | 1            |
| Spartiates d'Amiens            | 1                     | 1° (Gruppo B) 2012                                 | 0            |
| Stockholm Mean Machines        | 1                     | 2° (Gruppo A) 2004                                 | 0            |
| Stuttgart Scorpions            | 1                     | 1° (Gruppo C) 2006                                 | 0            |
| Templiers d'Élancourt          | 2                     | 2° (Gruppo B) 2005 (Gruppo D) 2006                 | 0            |
| Tirol Raiders                  | 2                     | 1° (Gruppo A) 2003 (Gruppo A) 2004                 | 1            |
| Triangle Razorbacks            | 2                     | 1° (Gruppo D) 2012                                 | 0            |
| Valencia Firebats              | 3                     | 2° (Gruppo A) 2012                                 | 0            |
| Vienna Vikings                 | 1                     | 2° (Gruppo 2) 2002                                 | 0            |
| Winterthur Warriors            | 3                     | 1° (Gruppo B) 2007                                 | 0            |
| Zürich Renegades               | 6                     | 1° (Gruppo D) 2006                                 | 0            |

## Finali disputate
| Anno | Squadra Vincitrice       | Squadra perdente         | Punteggio |
| ---- | ------------------------ | ------------------------ | --------- |
| 2002 | Graz Giants              | Badalona Dracs           | 51-12     |
| 2003 | Carlstad Crusaders       | Tirol Raiders            | 28-7      |
| 2004 | Tirol Raiders            | Farnham Knights          | 45-0      |
| 2005 | Marburg Mercenaries      | Templiers d'Élancourt    | 49-14     |
| 2006 | Graz Giants              | Eidsvoll 1814's          | 37-20     |
| 2007 | Graz Giants              | Hohenems Blue Devils     | 28-26     |
| 2008 | Berlin Adler             | Panthers Parma           | 29-0      |
| 2009 | Prague Panthers          | Black Panthers de Thonon | 35-12     |
| 2010 | Calanda Broncos          | Carlstad Crusaders       | 17-3      |
| 2011 | London Blitz             | Kragujevac Wild Boars    | 29-7      |
| 2012 | Søllerød Gold Diggers    | Triangle Razorbacks      | 21-31     |
| 2013 | Black Panthers de Thonon | L'Hospitalet Pioners     | 66-6      |